# Bolxoi Beissug
Bolxoi Beissug - Большой Бейсуг (rus) - és un khútor del krai de Krasnodar, a Rússia. Es troba a la vora esquerra del riu Beissug, davant d'Anapski, a 16 km a l'est de Briukhovétskaia i a 83 km al nord de Krasnodar, la capital.
Pertanyen a aquest municipi els khútors de Prirétxnoie i Khàrkovo-Poltàvskoie.